# Vimy-Kaserne
Die Vimy-Kaserne ist eine ehemalige Kaserne in Freising.

## Geschichte
Die Prinz-Arnulf-Kaserne wurde 1904 bis 1906 als Ersatz für die Kaserne im ehemaligen Kloster Neustift  in neubarockem Stil errichtet. Gleichzeitig wurde auf dem Gelände der Wasserturm Freising gebaut. Stationiert wurde dort das 1. Königlich Bayerische Jägerbataillon „König“, daher der gebräuchliche Name Jäger-Kaserne. Es war zuvor in Neustift untergebracht. In den 1930er Jahren wurde die Kaserne erweitert und in Vimy-Kaserne umbenannt, in Erinnerung an die bei der Lorettoschlacht im Ersten Weltkrieg umkämpften Höhen von Vimy.
Nach dem Zweiten Weltkrieg, den die Kaserne ohne Schäden überstand, rückten amerikanische Truppen ein. Im Mai 1966 wurde die Kaserne an die Bundeswehr übergeben. Stationiert waren hier die Standortverwaltung und das Fernmelderegiment 31 der Luftwaffe und später die Radarführungsabteilung 24. Nach Ende des Kalten Krieges und dem Umzug der Abteilung in die General-von-Stein-Kaserne wurde die Vimy-Kaserne 1993 geschlossen. Das Gelände wurde an die Stadt Freising verkauft. Heute befindet sich dort ein Wohngebiet mit Neubauten und mit den sanierten und denkmalgeschützten Gebäuden der Kaserne.
Die Kasernenbauten, die in Form der Eigentumswohnanlage „Prinzregenten Park“ weiterexistieren, sind denkmalgeschützte Baudenkmäler und unter der Aktennummer D-1-78-124-296 in der Bayerischen Denkmalliste verzeichnet. Ein Bau dient als „Haus der Vereine“ und beherbergt neben Veranstaltungsräumen auch das Stadtarchiv Freising.
Siehe auch Liste der Baudenkmäler in Freising

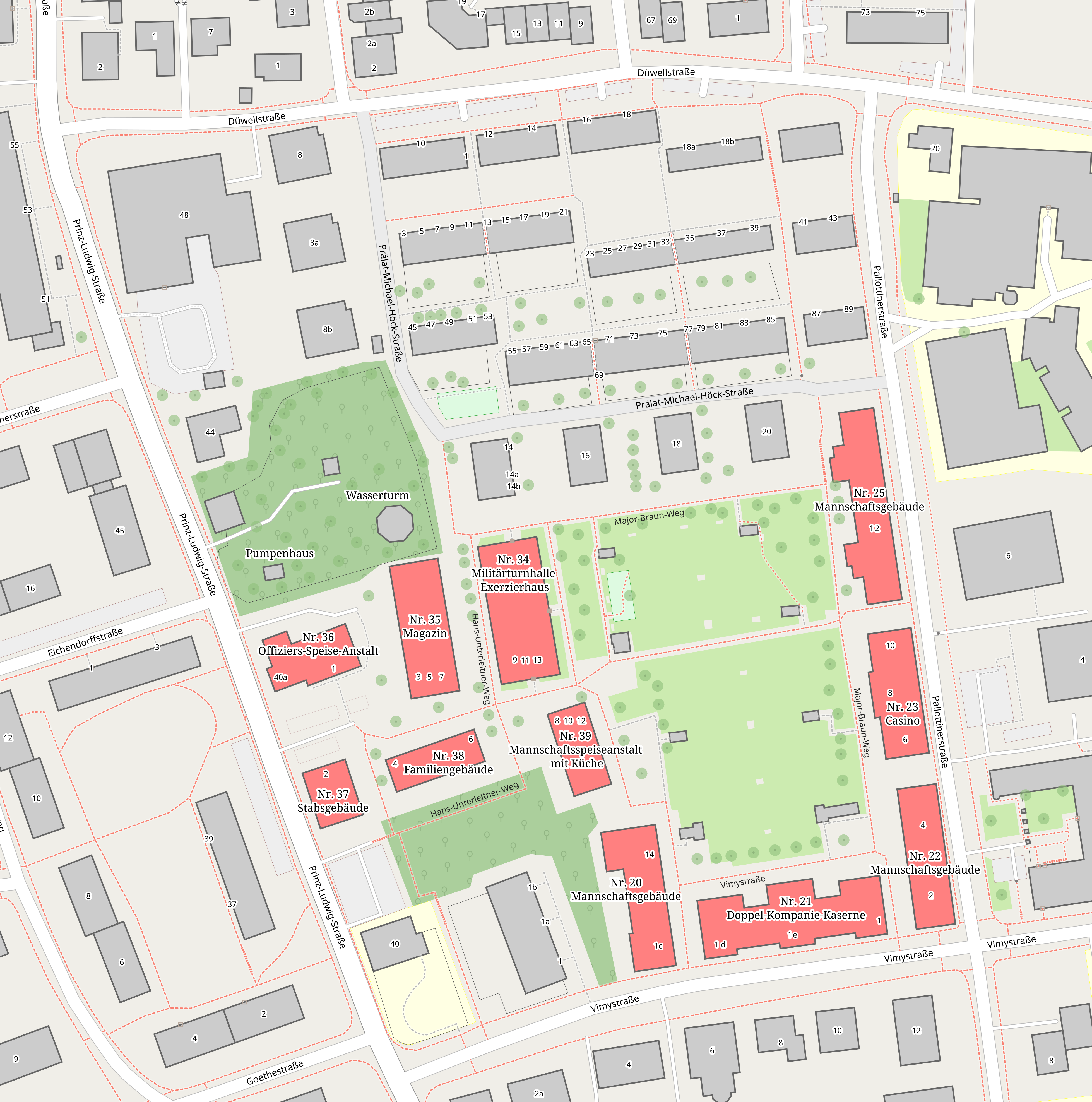
Übersichtskarte mit den historischen Bauten der Vimy-Kaserne (rot)
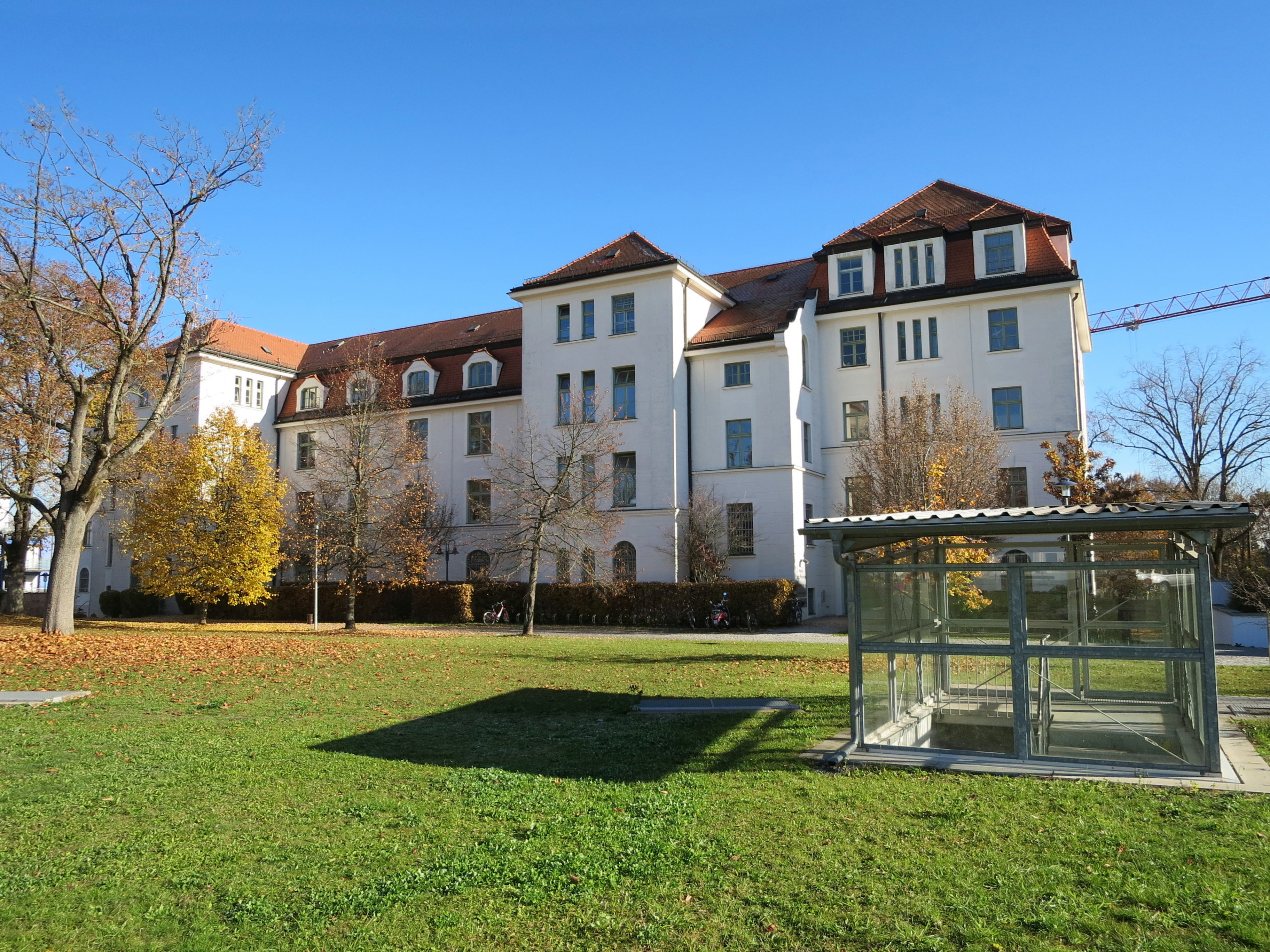
Ehemaliger Bau der Kaserne, heute „Haus der Vereine“
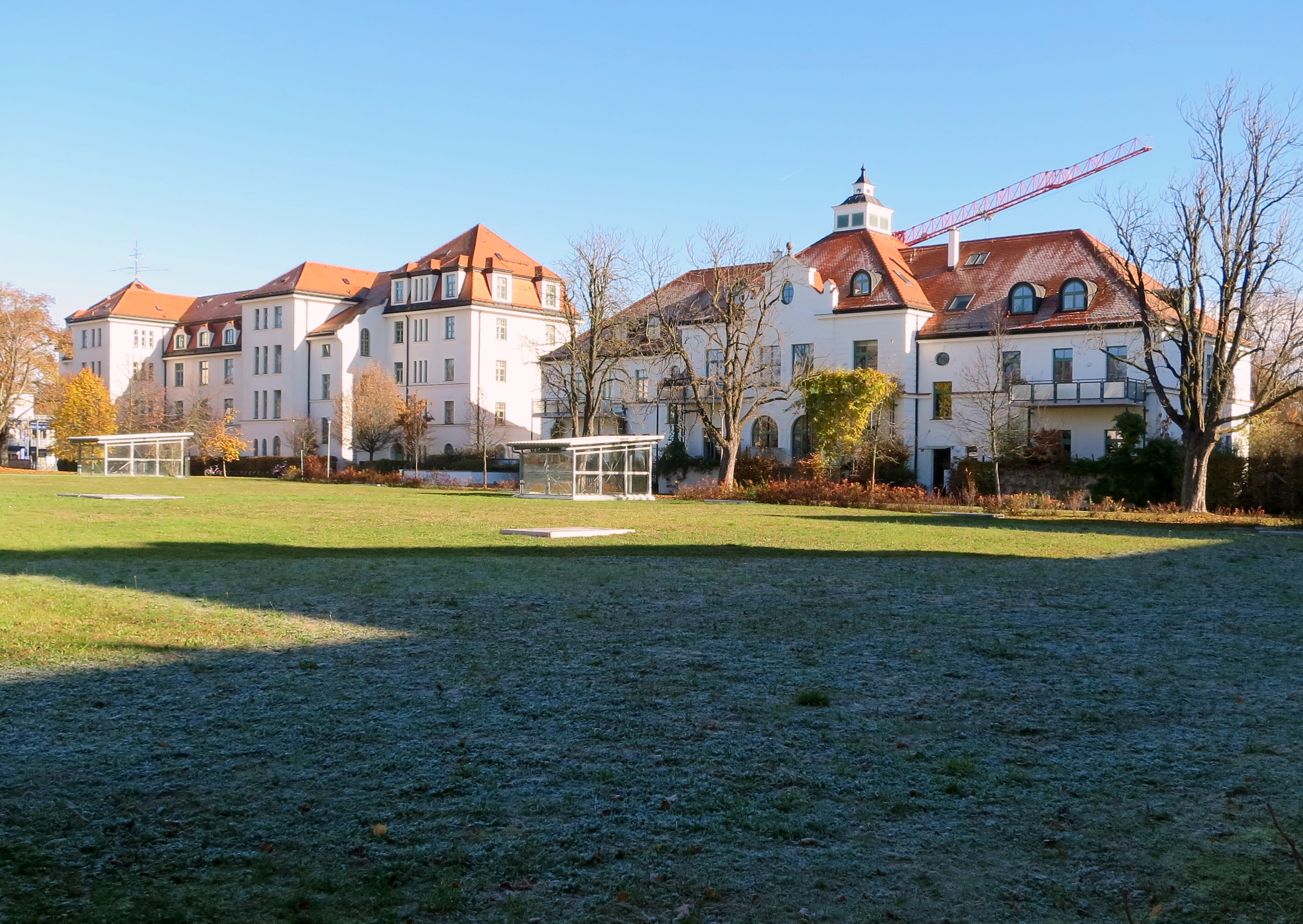
Unter dem Exerzierplatz liegt die Tiefgarage
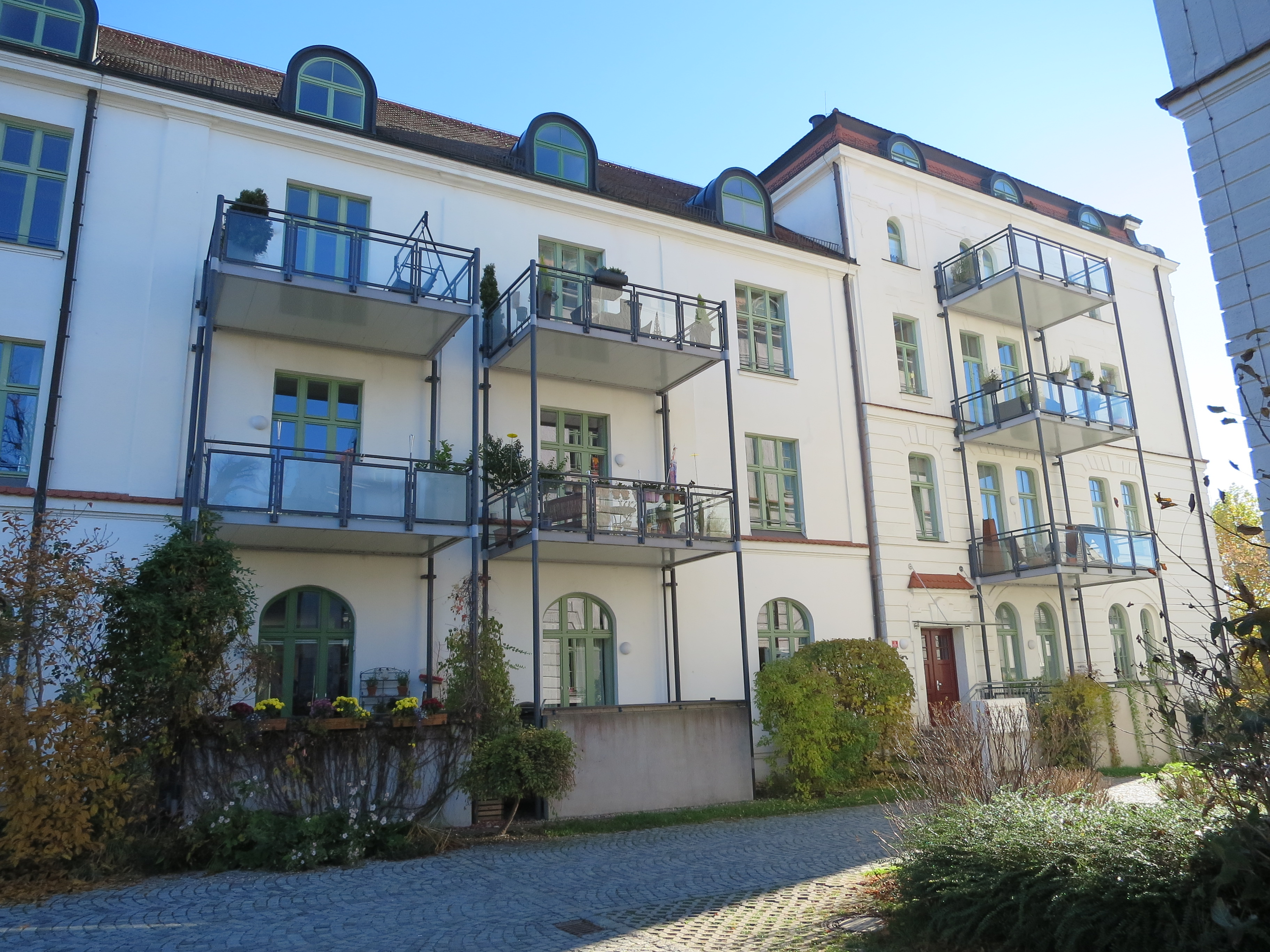
An die Rückseite sind Balkone angebaut
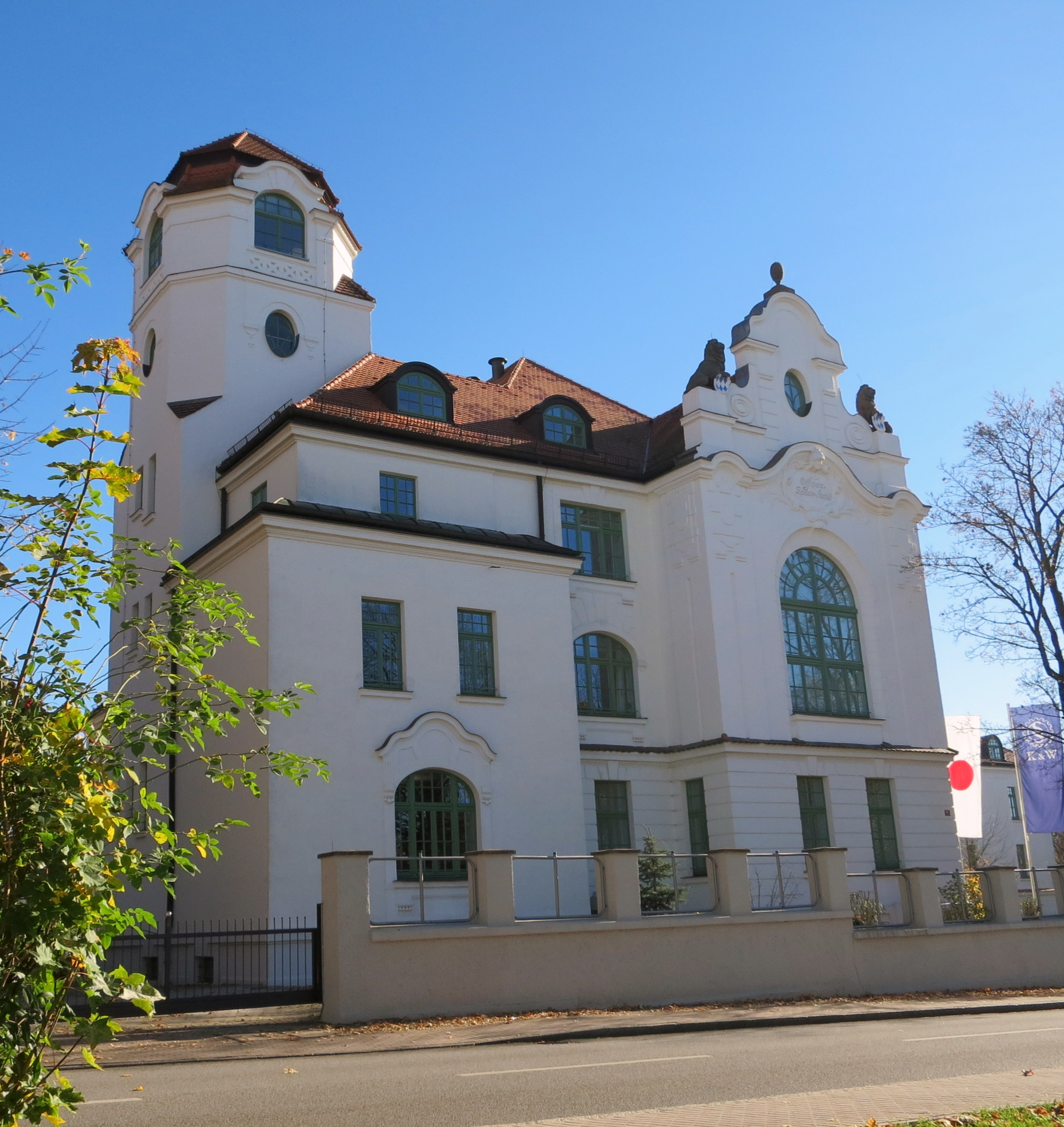
Im Offizierscasino sind Büros